# Municipio de Larkinsburg
El municipio de Larkinsburg (en inglés: Larkinsburg Township) es un municipio ubicado en el condado de Clay en el estado estadounidense de Illinois. En el año 2010 tenía una población de 644 habitantes y una densidad poblacional de 6,68 personas por km².

## Geografía
Según la Oficina del Censo de los Estados Unidos, el municipio tiene una superficie total de 96.41 km², de la cual 96,15 km² corresponden a tierra firme y (0,27 %) 0,26 km² es agua.

## Demografía
Según el censo de 2010, había 644 personas residiendo en el municipio de Larkinsburg. La densidad de población era de 6,68 hab./km². De los 644 habitantes, el municipio de Larkinsburg estaba compuesto por el 98,45 % blancos, el 0,16 % eran amerindios y el 1,4 % eran de una mezcla de razas. Del total de la población el 0,47 % eran hispanos o latinos de cualquier raza.